# ロバート・ブルース (第5代キンカーディン伯爵)
第5代キンカーディン伯爵ロバート・ブルース（英語: Robert Bruce, 5th Earl of Kincardine、1718年没）は、スコットランド貴族。

## 生涯
第4代キンカーディン伯爵アレクサンダー・ブルースとクリスチャン・ブルース（Christian Bruce、1737年3月18日没、ロバート・ブルースの娘）の息子として、1662年以前に生まれた。
1715年10月3日に父が死去すると、キンカーディン伯爵の爵位を継承した。
1718年に生涯未婚のまま死去、弟アレクサンダーが爵位を継承した。